# Acció per la República
Acció per la República és una organització política catalana independentista, republicana, ecologista, feminista i progressista creada el 2019. Impulsada per Agustí Colomines i Companys, l'organització va néixer a partir de membres independents de Junts per Catalunya que s'havien aplegat al seu si al voltant del corrent Junts per la República, entre els quals Ferran Mascarell i Canalda o Salwa El Garbhi.
A les eleccions al Parlament de Catalunya de 2017 l'organització va proposar una llista independentista encapçalada per Oriol Junqueras i Carles Puigdemont que no va fructificar, i finalment es va presentar dins la coalició Junts per Catalunya. Va participar activament en el procés de creació del partit Junts per Catalunya.
L'actual portaveu és Aurora Madaula, exdiputada al Parlament de Catalunya i exmembre del Consell per la República, i Oriol Izquierdo n'és el coordinador general.